# Município de Monroe (condado de Knox, Ohio)
O município de Monroe (em inglês: Monroe Township) é um município localizado no condado de Knox no estado estadounidense de Ohio. No ano de 2010 tinha uma população de 2.165 habitantes e uma densidade populacional de 34,59 pessoas por km².

## Geografia
O município de Monroe encontra-se localizado nas coordenadas 40° 26′ 03″ N, 82° 25′ 08″ O. Segundo o Departamento do Censo dos Estados Unidos, o município tem uma superfície total de 62.59 km², da qual 62,43 km² correspondem a terra firme e (0,25 %) 0,16 km² é água.

## Demografia
Segundo o censo de 2010, tinha 2.165 habitantes residindo no município de Monroe. A densidade populacional era de 34,59 hab./km². Dos 2.165 habitantes, o município de Monroe estava composto pelo 97,83 % brancos, o 1,11 % eram afroamericanos, o 0,05 % eram amerindios, o 0,05 % eram asiáticos, o 0,37 % eram de outras raças e o 0,6 % eram de uma mistura de raças. Do total da população o 1,06 % eram hispanos ou latinos de qualquer raça.